# Język mapia
Język mapia – wymarły język trukański należący do języków mikronezyjskich, używany pierwotnie przez mieszkańców wysp Mapia (Kepulauan Mapia) w Indonezji (ok. 290 km na północ od Manokwari). Członkowie społeczności etnicznej, która posługiwała się tym językiem, wyemigrowali do Mikronezji. Wcześniej w literaturze pojawiła się wzmianka o jednym dorosłym użytkowniku tego języka, wciąż przebywającym na wyspie Mapia.